# San Miguel (Corrientes)
San Miguel es una ciudad argentina, en la provincia de Corrientes, capital del departamento homónimo a 167 kilómetros de la ciudad de Corrientes.
El 9 de octubre de 1827, se determinó como fecha fundacional de San Miguel, dado que por decreto de ese día el gobierno de Pedro Ferré lo incorpora formalmente a la jurisdicción provincial, al igual que Loreto. Lo fundaron los guaraníes exiliados de las antiguas reducciones jesuíticas de Corpus, Candelaria y San Carlos, huyendo de los bandeirantes imperiales, a fines de los años 1810. Originalmente bajo el gobierno de las Misiones Occidentales, pasarían a control correntino durante el gobierno del brigadier general Pedro Ferré, adscribiéndose a la comandancia de Yaguareté Corá. A poco de su fundación alojó a Alcide D'Orbigny cuando el célebre naturalista exploró por primera vez los esteros del Iberá.
Tanto la población como el departamento se integra a la decena de territorios que se fueron sumando voluntariamente a la provincia de Corrientes por acuerdos escritos durante el siglo XIX a cambio de protección. En el caso de San Miguel las tropas garantizaron además del establecimiento de población, el incremento demográfico posterior por un formal establecimiento del sistema de reducción. Los vecinos de Corrientes suministraron con recursos particulares tropas y las sacrificaron en defensa de las poblaciones locales del departamento, por lo cual los pobladores expresamente firmaron, reconocieron y respondieron a lo largo de la historia a los gobernantes correntinos en retribución a la sangre derramada en sus campos.

## Población
Cuenta con 4 792 habitantes (Indec, 2010), lo que representa un incremento del 20% frente a los 3 994 habitantes (Indec, 2001) del censo anterior.
| Gráfica de evolución demográfica de San Miguel entre 1991 y 2010 |
|                                                                  |
| Fuente: censos nacionales del INDEC                              |

## Economía
En la actualidad, la agricultura (maíz, arroz, algodón, y hortalizas) y la ganadería constituyen los principales recursos económicos. Empleados públicos en su mayoría estabilizan a los emprendedores que generan la poca economía local  
En San Miguel también hay un aserradero y las estancias ganaderas rodean Loreto.

## Parroquias de la Iglesia católica en San Miguel
| Arquidiócesis | Corrientes          |
| ------------- | ------------------- |
| Parroquia     | San Miguel Arcángel |